# کاراوان پالیس
کاراوان پالیس (به انگلیسی: Caravan Palace) گروه الکترونیک سوینگ فرانسوی است که از سال ۲۰۰۸ کار خود را آغاز کرده است. کاراوان پالیس از  نوازنده‌ها و گروه‌های موسیقی مختلفی از جمله جنگو راینهارت، لایونل همپتون، ویتالیک و دفت پانک تاثیر گرفته است و اولین آلبوم استودیویی آنها در سال ۲۰۰۸ با نام کاراوان پالیس توسط واگرام منتشر شد. 

## تاریخچه
در ابتدا گروه از سه عضو اصلی تشکیل شده بود. لویچ باروک به پروژه‌ی گروه علاقه‌مند شد و برای گروه یک استودیو رزرو کرد و چند کنسرت نیز برای گروه ترتیب داد. برای اجراهای زنده نوازنده‌های بیشتری نیاز بود که این نوازنده‌ها از طریق مای اسپیس پیدا شدند.
بعد از انتشار چند تک‌اهنگ در اینترنت گروه به شهرت نسبی رسید. از سال ۲۰۰۶ تا ۲۰۰۷ آنها یک سال را به برگزاری کنسرت در فرانسه اختصاص دادند و اولین فستیوالی که در آن شرکت کردند، فستیوال جز جنگو راینهارت در سال ۲۰۰۷ بود. بعد از این درخشش، گروه با ناشر فرانسوی، واگرام موزیک، قراردادی امضا کرد و تا یک سال بعد مشغول به ساخت و ضبط موزیک برای اولین آلبوم خود شدند.
اولین آلبوم گروه به نام کاراوان پالیس در ۲۰ اکتبر ۲۰۰۸ منتشر شد که با تحسین منتقدان برای مایه‌های جاز کلاسیک آلبوم  همراه بود که تنها در فرانسه بری ۶۸ هفته متمادی در رده یازدهم پرفروش‌ترین آلبوم‌ها قرار گرفت.
در ۳ اکتبر ۲۰۱۱ کاراوان پالیس آلبومی تک آهنگه به نام تصادف را منتشر کردند که حاوی دو آهنگ جدید و چهار ریمیکس از آهنگ‌های پیشین آنها بود.

## اعضا
- زویی کولوتیس - خواننده
- آرنواد ویال - گیتاریست و خواننده
- هوگو پایین - ویولن و خواننده
- کامیل چاپلیر - کلارینت و ساکسفون
- چارلز دلاپورت - الکترونیک
- آتونتی توستو - ترامبون
- پاول ماریه باربر - درامز

## آلبوم‌شناسی

### آلبوم‌های استودیویی
| کاراوان پالیس | - انتشار: ۲۰ اکتبر ۲۰۰۸ - ناشر: واگرام موزیک                     | ۱۱ | ۴۲  | ۷۲ | -  |
| وحشت          | - انتشار: ۵ مارس ۲۰۱۲ - ناشر: واگرام موزیک                       | ۲۰ | ۷۴  | ۴۳ | ۹۷ |
| چهره رباتی    | - انتشار: ۱۶ اکتبر ۲۰۱۵ - ناشر: واگرام موزیک                     | ۵۱ | ۱۰۱ | ۵۷ | ۶۴ |
| گاهشمارانه    | - انتشار: ۱۶ اکتبر ۲۰۱۵ - ناشر: لون دیگرز، MKVA، لاپلن رکوردینگز | ۵۸ | -   | ۸۲ | ۶۳ |